# 訓練支援艦

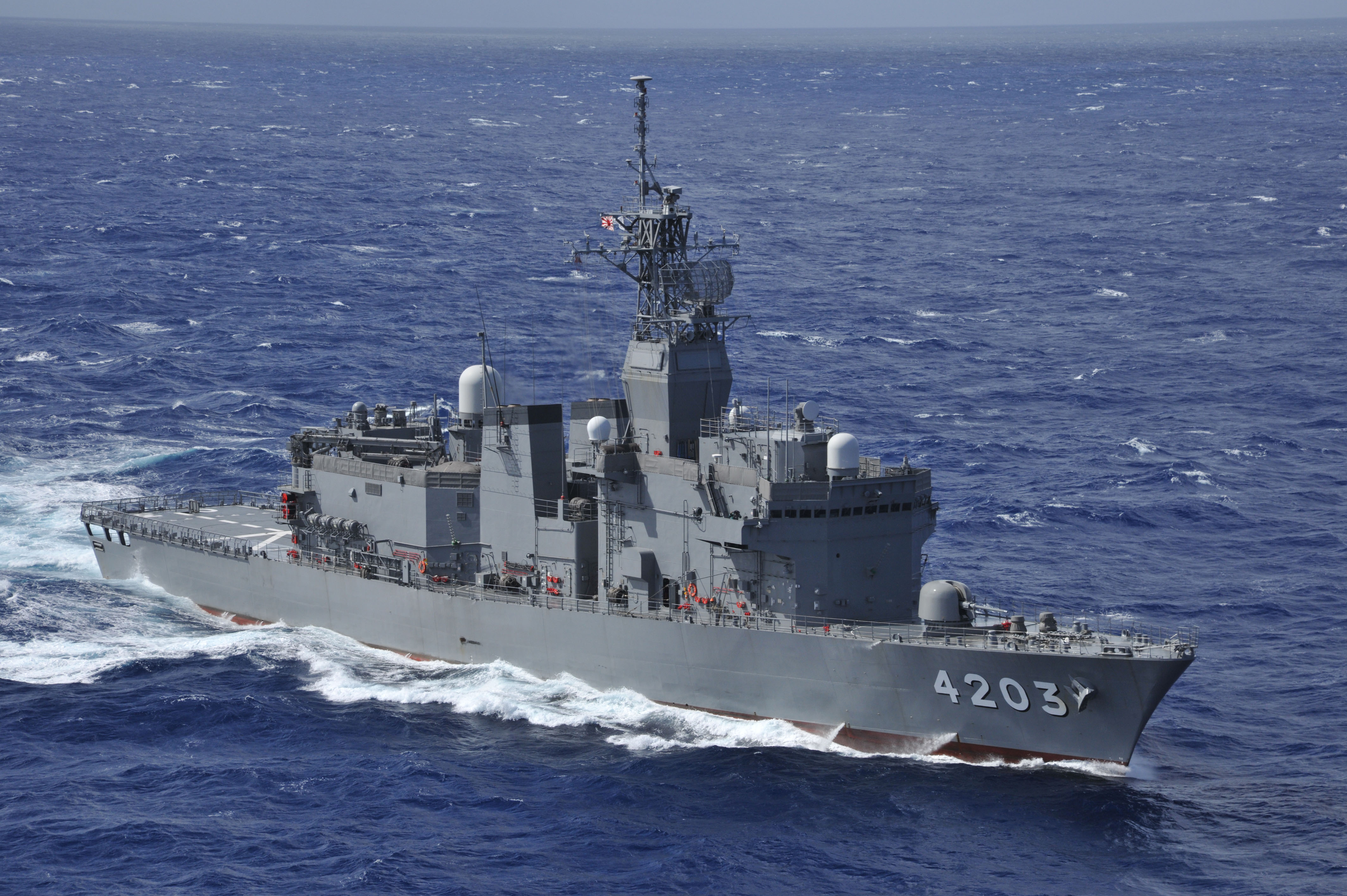
訓練支援艦「てんりゅう」（ATS-4203）

訓練支援艦（くんれんしえんかん）は、海上自衛隊において、主に対空射撃訓練支援用に無人標的機を管制する艦艇を指す。艦種記号はATS（Axiliary Training Support Ship）。2008年（平成20年）までに3艦が建造され、うち2隻が就役中となっている。

## 概要
現代の海軍にとり、最も脅威度の高いものの一つは経空脅威である。第二次世界大戦やフォークランド紛争の例でも示されるように、航空機からの攻撃や空対艦ミサイルは艦艇に対し致命的な打撃を与えることができる。そのため、対空防御能力は現代海軍の重要指標であり、対空射撃訓練は欠くことのできないものである。
発足後間もない頃の海上自衛隊においては、旧式艦を管制艦として対空用標的を運用し、対空射撃訓練を行っていた。1960年代後半に入ると、より効率的な訓練を行うため、対空射撃訓練支援用の専用艦を建造することとなった。海上自衛隊ではこれを訓練支援艦（ATS）と分類・呼称し、1969年（昭和44年）に「あづま」が竣工した。各国と比較し、このような訓練支援艦艇に新造艦をあてることは珍しいことである。
「あづま」は後甲板から無人標的機を発射・運用するほか、水上射撃訓練用の水上標的曳航能力も有し、限定的ながら補給能力も有するなど、多目的に使用された。ただし、その性格上、多数艦は必要なく、「あづま」の補助として81号型特務艇（排水量490 t）も使用された。
航空機・ミサイルの高性能化に伴い、より高性能の無人標的機の運用能力が求められるようになり、1989年（平成元年）には「くろべ」が竣工した。「くろべ」は無人標的機・チャカIIIの運用能力を持ち、艦対空ミサイルの射撃評価が判定可能なレーダー設備を有する。1999年（平成11年）には「あづま」が退役し、2000年（平成12年）に後継艦として「てんりゅう」が竣工している。「てんりゅう」では、イージス艦への訓練支援も考慮されている。

## 訓練支援艦一覧

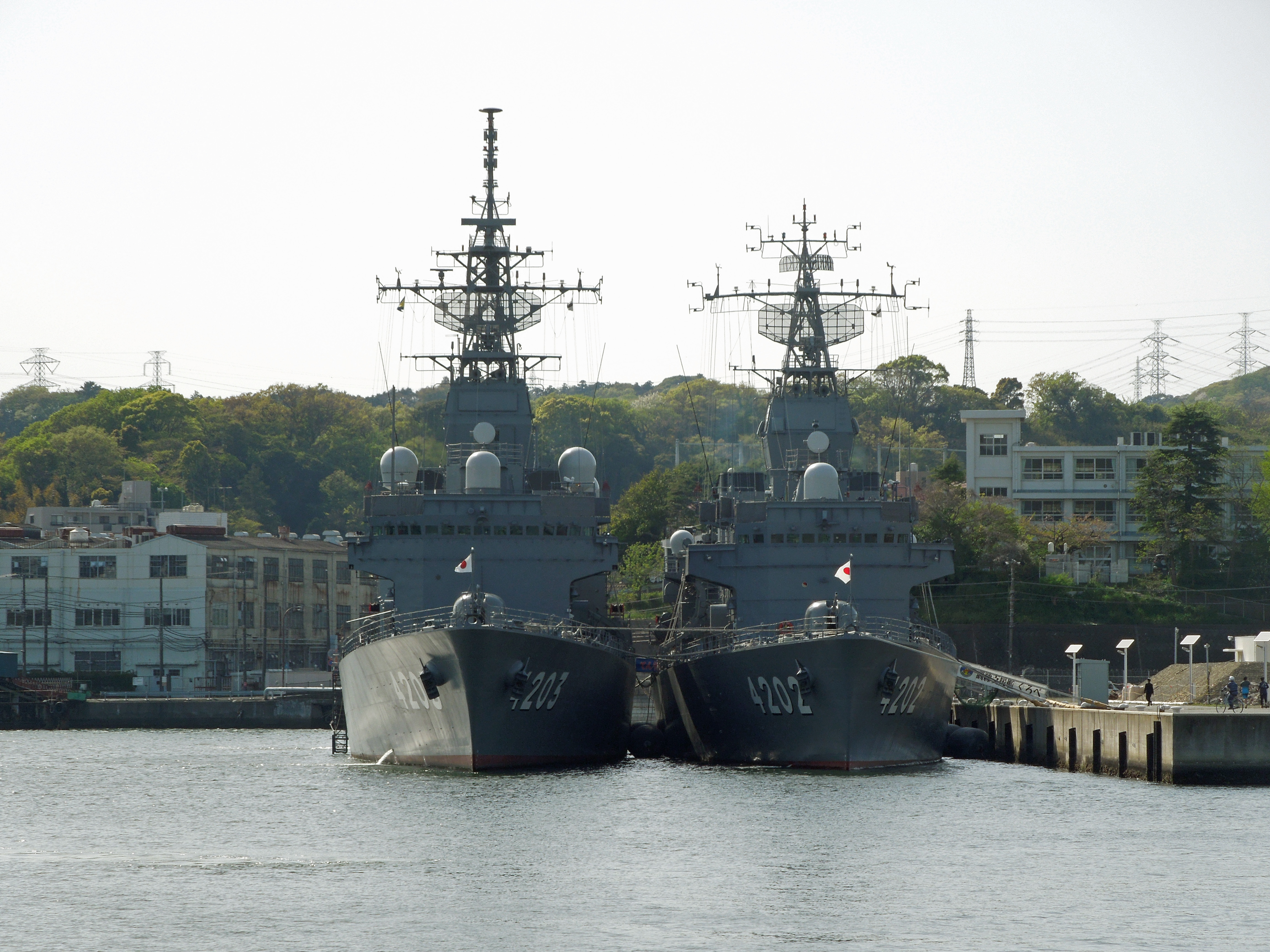
横須賀港に並んで停泊する「てんりゅう」（左）と「くろべ」（右）

- ATS 4201 あづま（退役）
- ATS 4202 くろべ
- ATS 4203 てんりゅう